# Kemialliset Ystävät
Kemialliset Ystävät — музыкальный проект из Тампере, созданный Яном Андерсеном (Jan Anderzénin) в 1995 году. Стиль проекта характеризуют как психоделический фолк. Ян Андерсен в своих записях использует помимо синтезаторов такие инструменты, как расстроенные балалайки, гитары, мандолины, игрушки и разного рода перкуссию. Также в музыке Kemialliset Ystävät можно услышать семплы из различных произведений Sun Ra, Карлхайнца Штокхаузена и группы Vibracathedral Orchestra. Также в записях этого проекта участвовали такие артисты, как Avarus, Islaja, Hertta Lussu Ässä, Lau Nau и Es. В последнее время альбомы Kemialliset Ystävä публикуются на лейбле Fonal Records.

## Избранная дискография
- Kellari Juniversumi — 2002
- Alkuhärkä — 2004
- Lumottu Karkkipurkki — 2005
- Kemialliset Ystävät — 2007